# Аксан
Акса́н (каз. Ақсан) — село у складі Баянаульського району Павлодарської області Казахстану. Адміністративний центр Аксанського сільського округу.
Населення — 331 особа (2021; 329 у 2009, 419 у 1999, 484 у 1989).
Національний склад станом на 1989 рік:
- казахи — 100 %